# 거문오름 용암동굴계
거문오름 용암동굴계는 과거 거문오름에서 분출된 용암이 북동쪽 바닷가까지 흐른 길을 따라 형성된 동굴계이다. 거문오름 용암동굴계 내에 있는 용암동굴은 총 10곳으로 만장굴(7400m), 김녕굴(705m), 벵뒤굴(4500m), 선흘수직동굴(100m), 웃산전굴(2500m), 북오름굴(200m), 대림굴(200m), 당처물동굴, 용천동굴, 월정남지미동굴(가칭) 등이 있다. 유네스코 세계유산에는 이 중 5개의 동굴이 등록되어 있으며 현재 만장굴만이 일반에 공개되어 있다.

## 같이 보기
- 거문오름
- 만장굴
- 김녕굴
- 벵뒤굴
- 선흘수직동굴
- 북오름굴
- 대림굴
- 당처물동굴
- 용천동굴
- 월정남지미동굴
- 웃산전굴